# Коррополі
Коррополі (італ. Corropoli) — муніципалітет в Італії, у регіоні Абруццо,  провінція Терамо.
Коррополі розташоване на відстані близько 155 км на північний схід від Рима, 65 км на північний схід від Л'Аквіли, 21 км на північний схід від Терамо.
Населення — 5035 осіб (2014).
Щорічний фестиваль відбувається 21 січня. Покровитель — Sant'Agnese.

## Демографія
Населення за роками:

Станом на 1 січня 2023 року в муніципалітеті офіційно проживали 552 іноземці з 42 країн, серед них 131 громадянин країн Євросоюзу та 10 громадян України.

## Сусідні муніципалітети
- Альба-Адріатіка
- Колоннелла
- Контрогуерра
- Нерето
- Сант'Омеро
- Торторето